# Naissance en 866
Naissance
- 862
- 863
- 864
- 865
- 866
- 867
- 868
- 869
- 870

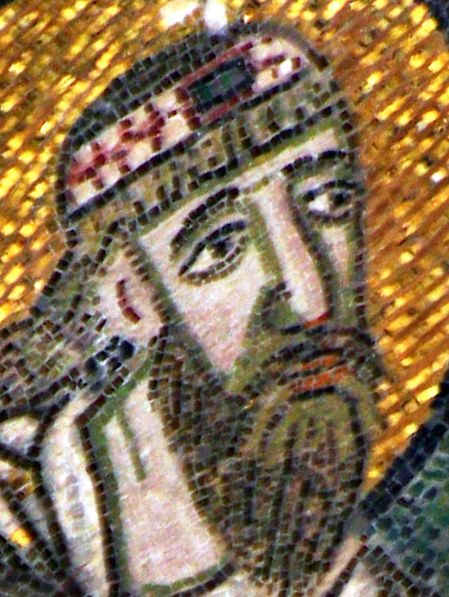
Léon VI le Sage né en 866.

Cette page dresse une liste de personnalités nées au cours de  l'année 866 :
- 19 septembre : Léon VI le Sage, empereur byzantin, fils d'Eudoxie Ingérina.

- Savaric I (en), évêque de Mondoñedo.
- Yao Yi (en), ministre chinois

## Crédit d'auteurs
- Cet article est partiellement ou en totalité issu de l'article intitulé « 866 » (voir la liste des auteurs).